# Lípy u Mlýnského rybníka
Lípy u Mlýnského rybníka jsou dva památné stromy ve vsi Horažďovická Lhota severozápadně od Horažďovic. Lípa velkolistá (Tilia platyphyllos Scop.) a lípa malolistá (Tilia cordata Mill.) rostou v nadmořské výšce 420 m, u stezky vedoucí okolo Mlýnského rybníka, u křížku z každé jeho strany jedna. První z dvojice, lípa malolistá, dosahuje výšky 20 m a objem jejího kmene je 350 cm, druhá z dvojice, lípa velkolistá, má výšku 18 m a obvod kmene 337  cm (měřeno 2007). Stromy jsou chráněny od 23. srpna 2007 jako esteticky zajímavé.